# Arthur Ewart Popham
Arthur Ewart Hugh Popham (Plymouth, 22 marzo 1889 – Islington, 8 dicembre 1970) è stato uno storico dell'arte inglese.

## Biografia
Allo scoppio della prima guerra mondiale (1914), Popham si arruolò nella Royal Naval Air Service e ottenne la croix de guerre francese.
Sposato con Brynhild Olivier, lavorò per lo più al British Museum, dove si occupò della catalogazione dei reperti.
Studiò l'arte italiana, soprattutto il Parmigianino.
Arthur Ewart Popham e Johannes Wilde nel 1940 si incontrarono ad Aberystwyth per «assicurare nei depositi, lontani dai possibili bombardamenti tedeschi, l'uno i disegni italiani del British Museum, l'altro le opere della National Gallery» di Londra.

## Opere
- Catalogue of drawings by Dutch and Flemish artists in the British Museum (5° vol., Londra 1932);
- Leonardo da Vinci. Drawings (New York 1946);
- (con Johannes Wilde) Italian drawings of the XV and XVI centuries in the collection of H. M. the King at Windsor Castle (Londra 1949);
- (con Ph. Pouncey) Italian drawings of the XV and XVI centuries in the British Museum (Londra 1950);
- Selected drawings from Windsor Castle: Raphael and Michelangelo (Londra e Toronto 1954);
- Correggio's drawings (Londra 1957).